# Kostel svatého Štěpána (Beauvais)
Kostel svatého Štěpána (francouzsky Église Saint-Étienne de Beauvais) v pikardském Beauvais je vystavěn na místě svého požárem zaniklého předchůdce. Se stavbou se započalo po roce 1180 a dnešní podoba budovy je směsicí románského a gotického umění. Během velké francouzské revoluce došlo k rabování a ničení mobiliáře, poškození soch a věží. K dalším újmám došlo roku 1912, kdy kostel poškodil uragán a pak během první světové války, kdy jej poničili Němci. Od roku 1846 je kostel zapsán na seznam francouzských historických památek.